# Juscelino Kubitschek (Santa Maria)
Juscelino Kubitschek es un barrio del distrito de Sede, en el municipio de Santa Maria, en el estado brasileño de Río Grande del Sur. Está situado en el oeste de Santa Maria.

## Villas
El barrio contiene las siguientes villas: Conjunto Habitacional Santa Marta, Juscelino Kubitschek, Vila Caramelo, Vila Jóquei Clube, Vila Martelet, Vila Prado, Vila Rigão.

## Galería de fotos

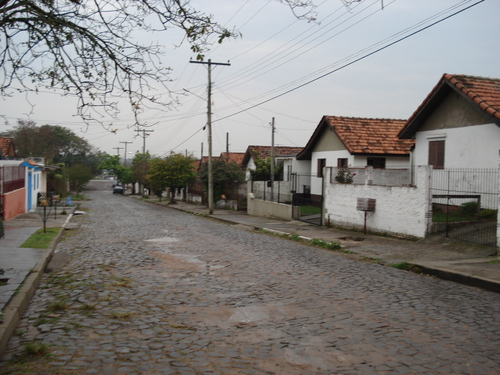

| Noroeste: Nova Santa Marta | Norte: Nova Santa Marta          | Nordeste: Passo d'Areia       |
| Oeste: Agroindustrial      |                                  | Este: Passo d'Areia Noal      |
| Suroeste: Pinheiro Machado | Sur: Pinheiro Machado / São João | Sureste: Patronato Renascença |